# النا پورسنیوک
النا پورسنیوک (انگلیسی: Elena Porosniuc؛ زادهٔ ۲۲ اکتبر ۱۹۸۷) بازیکن فوتبال اهل مولداوی است.
وی همچنین در تیم ملی فوتبال Moldova بازی کرده‌است.